# 永乐宫
34°43′19″N 110°41′15″E / 34.72194°N 110.68750°E

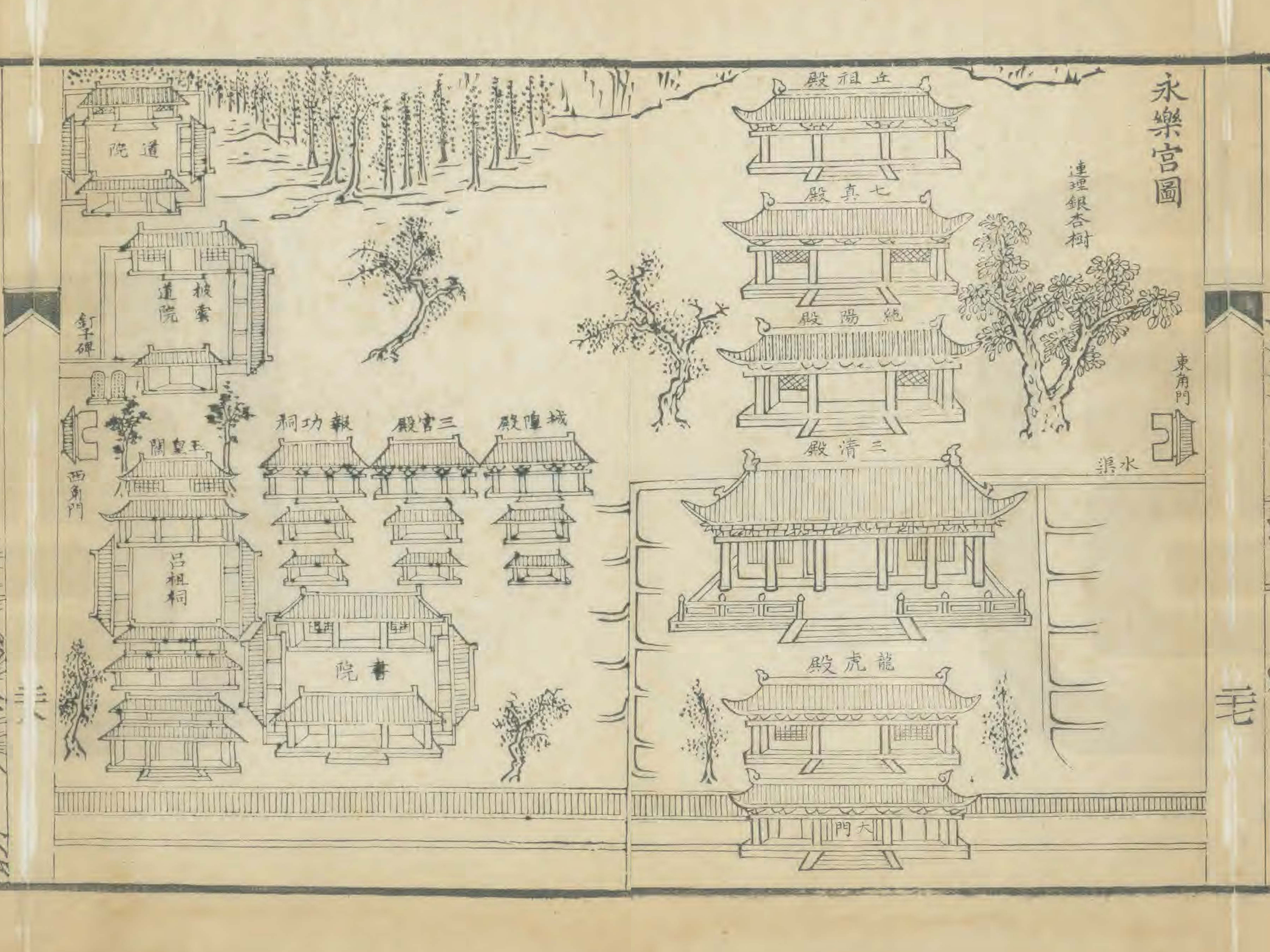
清乾隆二十年（1755）《蒲州府志》永乐宫图

永乐宫，原名大纯阳万寿宫，位于山西省运城市芮城县城北3公里的古魏镇龙泉村东侧，是一座大型道教宫观，全真教三大祖庭之一（其他两座是陝西重阳宫、北京白云观），创建于公元1247年至1358年间，为纪念八仙之一的吕洞宾所建，是现存最大的元代道教宫观。
永乐宫原址位于永济县城东南60公里的永乐镇峨嵋岭下。1956年，因三门峡水库的建设，永乐镇在规划的淹没区内，遂于1958至1966年迁建至原西周的古魏国都城遗址上。
1961年3月4日，永乐宫被列为全国重点文物保护单位；1998年10月28日，联合国教科文组织将永乐宫列入世界文化遗产预备名录。

## 历史
永乐宫原址位于距永济县城东南60公里的永乐镇峨嵋岭下，北倚中条山，南临黄河，规模宏伟，南北长434米，东西宽200米，总占地约200亩，分东、中、西三个院落。中部为主体，从南至北依次为山门、无极门（龙虎殿）、三清殿、纯阳殿、重阳殿。山门为清初建筑，四大殿均为元代建筑。殿内的壁画、彩画均为元代遗留。东院原为菜园，早已荒芜。西院后半部建有吕公祠，前半部被其它机关占据。
元朝初年，吕洞宾（号纯阳）被道教全真派奉为北五祖之一，永乐镇传说是吕洞宾的故乡，元太宗十二年（1240年）在此建“大纯阳万寿宫”，中统元年（1260年）主体工程竣工，后改称“永乐宫”，至正十年（1358年）全部工程基本完成，前后历时一百二十余年。1951年，山西省文物管理委员会在进行文物勘察调查工作时发现了永乐宫，因其所保存的大面积的元代壁画规模宏大、格局完整精美，一度引起轰动，震惊学术界。
因修建三门峡水库，永乐镇处于淹没区，经周恩来总理亲自批示，由国家水利部拨款220余万，于1958年至1966年迁建于现址。现址距原址约30公里，仍北倚中条山，地形、坡度与原址相近，但距黄河较远。迁建工程开启于1956年，于1959年确定迁至现址。在确定迁建后，首先对建筑进行全面勘察测绘，壁画于后由中央美术学院师生分三次临摹。
由于当时大规模壁画迁移尚属首例，在没有任何经验可以借鉴的情况下，文化部先于1957年从捷克斯洛伐克请来两位壁画修复专家参与迁建工作，但专家视察后提出的苛刻条件和远超预算的壁画揭取费用使当地政府无法承担，再加上所提出的揭取方案并不能保证能否成功，政府再三斟酌后，决定放弃“外援”，自己实施。为了永乐宫壁画迁建工程的实施，北京古建筑修整所（今中国文化遗产研究院）的祁英涛等人开始在北京研究试验寺观壁画揭取方法，山西省文管会也组织相关人员，以太原东郊延庆寺清代壁画做试验，研究壁画揭取方法，均取得初步经验，并最终确定了壁画揭取主要以在建筑物未拆除前先将殿内壁画分成若干块，然后由壁画侧面锯截泥层的方法。最终，壁画揭取工作于1959年10月成功完成。
壁画迁建时，永乐宫内的所有建筑物连同壁画、碑碣、石刻等全部都被搬迁。附近同处于水库淹没区的一座明代庙宇及散在的碑碣等也一同迁至永乐宫新址。新址建设时，中院的形制完全按照原址尺度复建，山门及四大殿的梁架、斗拱、瓦件等均为原物，槅扇门等为复原重建。在山门与龙虎殿间的东西墙处新添了碑廊以保护碑碣、石刻。搬迁来到其它文物置于西院，吕公祠也复建于西院后部。

## 建筑
永乐宫是元代道教建筑的典型，在建筑结构上，吸收了宋代“营造法式”和辽、金时期的“减柱法”，形成了特有的风格。现存主要建筑为一门三殿，即无极门、三清殿、纯阳殿、重阳殿。全部建筑按轴线排列，其中，三清殿体积最大，殿前院落空间也最大，后方的纯阳殿、重阳殿体积和院落逐渐缩小。
三清殿、纯阳殿的抬梁式构架均采用殿堂形制，下架用明栿，上架用草栿。外檐用六铺作单抄二昂斗拱，五等材。无极门和重阳殿外檐用五铺作单抄单昂斗拱，六等材。
- 山门

清代后建。面阔五间。
- 无极门

又称龙虎殿，原为元代永乐宫的宫门，因殿东西稍间原塑有青龙白虎像，故称作龙虎殿。 殿面阔五间(20.68米)，进深两间六椽(9.6米)。建筑主体为黑瓦红墙，单檐庑殿顶，顶悬一蓝色门匾，书有“辉河汉”三字。

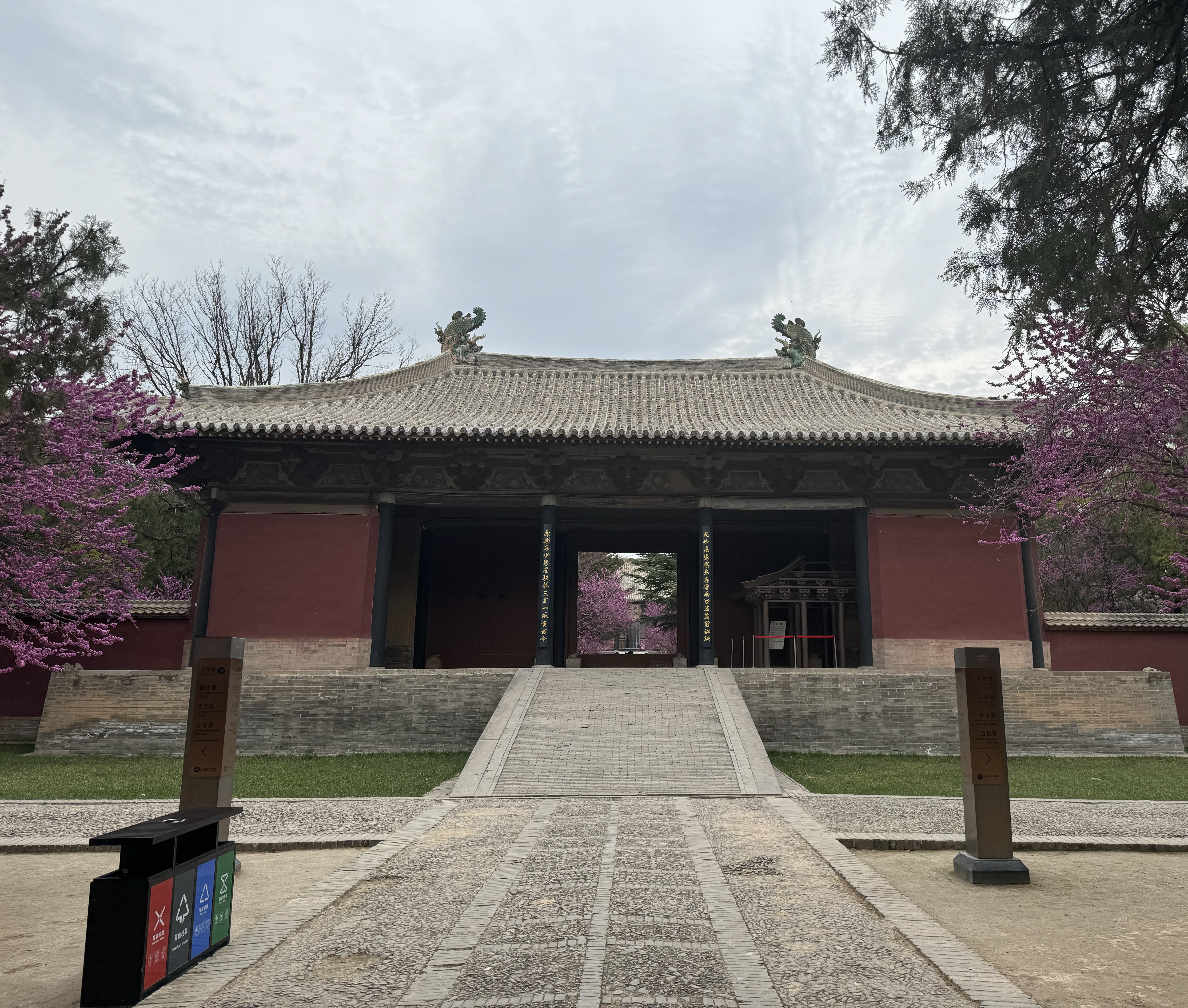
无极门
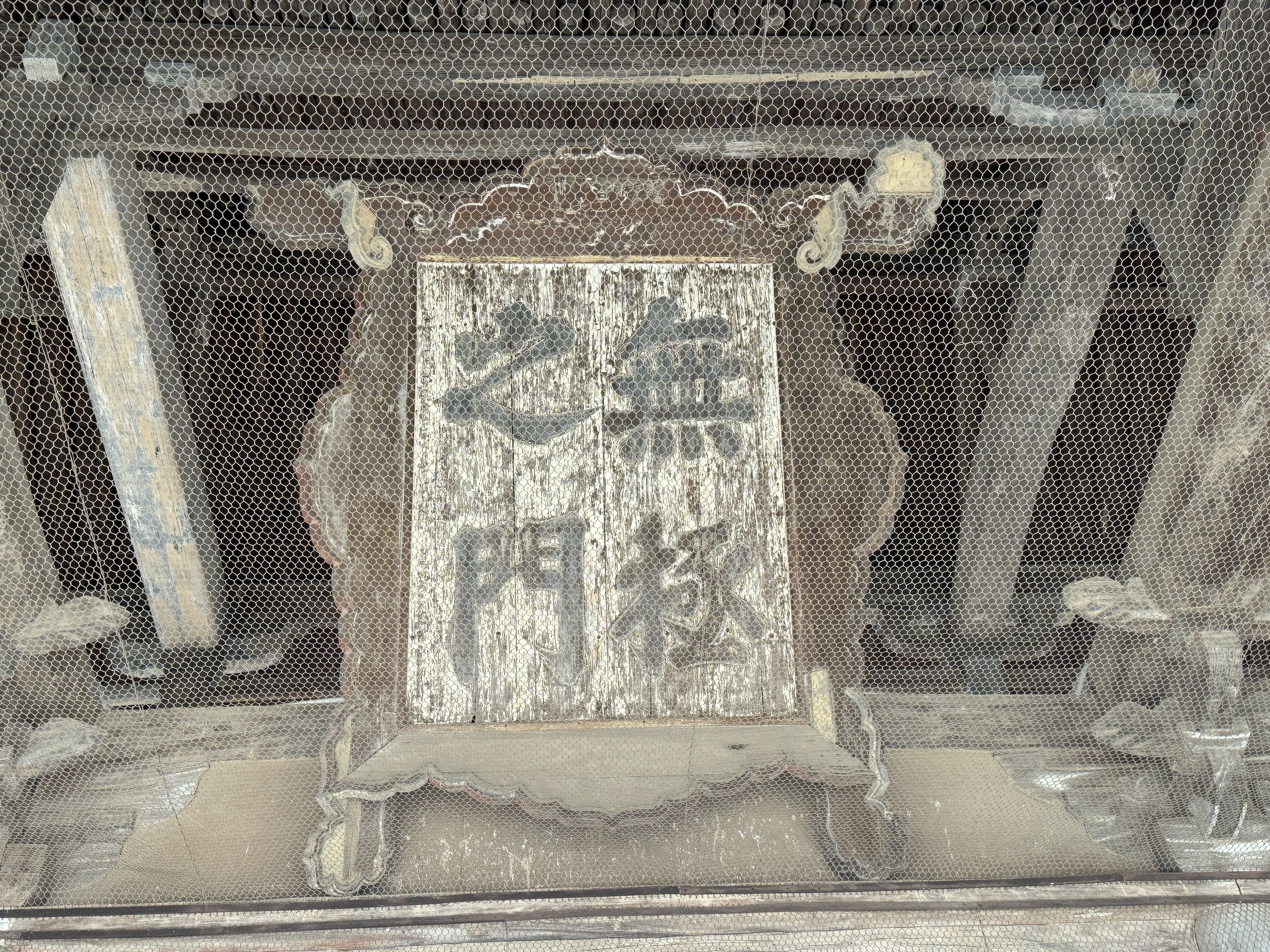
无极之门匾额

- 三清殿

又称无极殿，为永乐宫的主殿，殿中供奉道教最高尊神三清祖像。 殿面阔七间，深四间，八架椽，单檐庑殿顶，体积为全宫之首。殿顶饰以黄、绿、蓝三彩琉璃制品，其中正脊上设两只龙吻高达三米。殿外斗拱之间拱眼壁处有浮雕龙，殿内保有壁画巨制《朝元图》，满布四壁。壁画共计403.34平方米。画面高4.26米，全长94.68米。

无极之殿正照
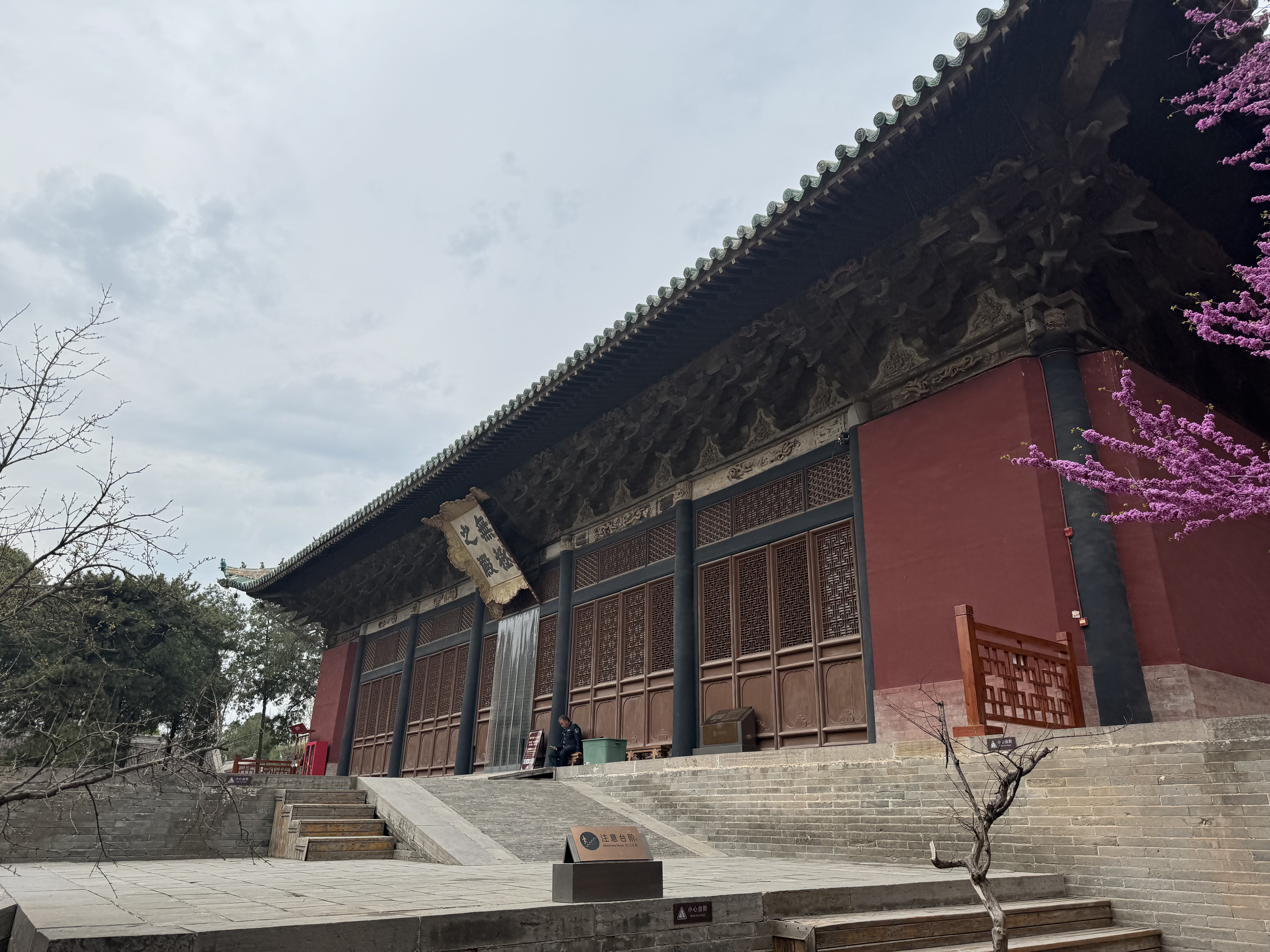
无极之殿侧照
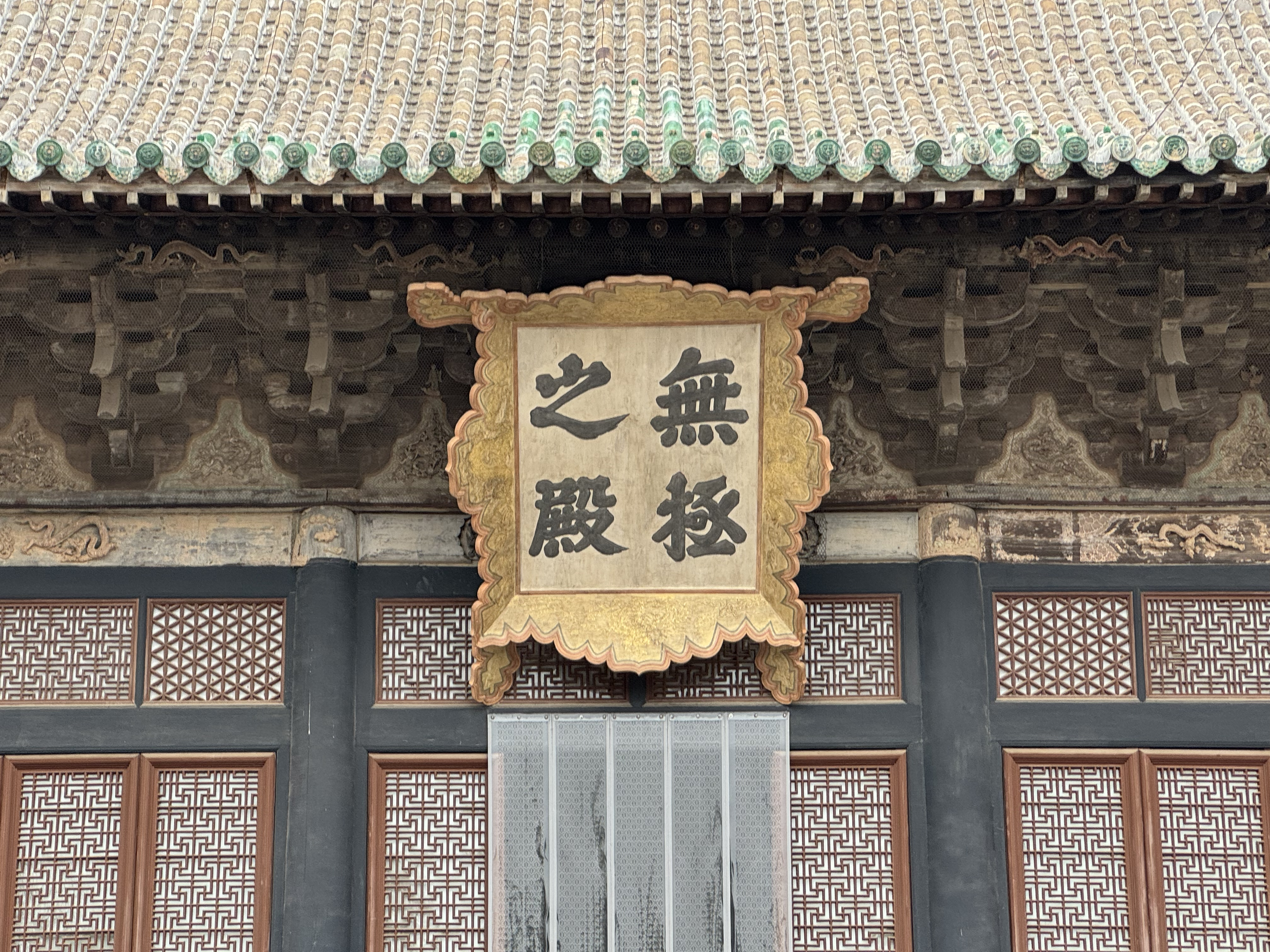
无极之殿匾额

- 纯阳殿

亦名混成殿、吕祖殿，殿中供奉全真教师祖吕洞宾。殿面阔五间(20.35米)，进深三间（14.35米)，八架椽，上覆单梁九脊琉璃屋顶。殿北部有神坛，原摆有吕洞宾塑像，现已残毁。殿内东、北、西三壁绘有《纯阳帝君神游显化图》，描述了道教祖师吕洞宾的生平故事。
- 纯阳之殿

- 重阳殿

殿面阔五间，进深三间。纯阳殿又称七真殿，供奉道教全真派创始人王重阳。殿内壁画描述了王重阳及其弟子传教布道的49幅故事。

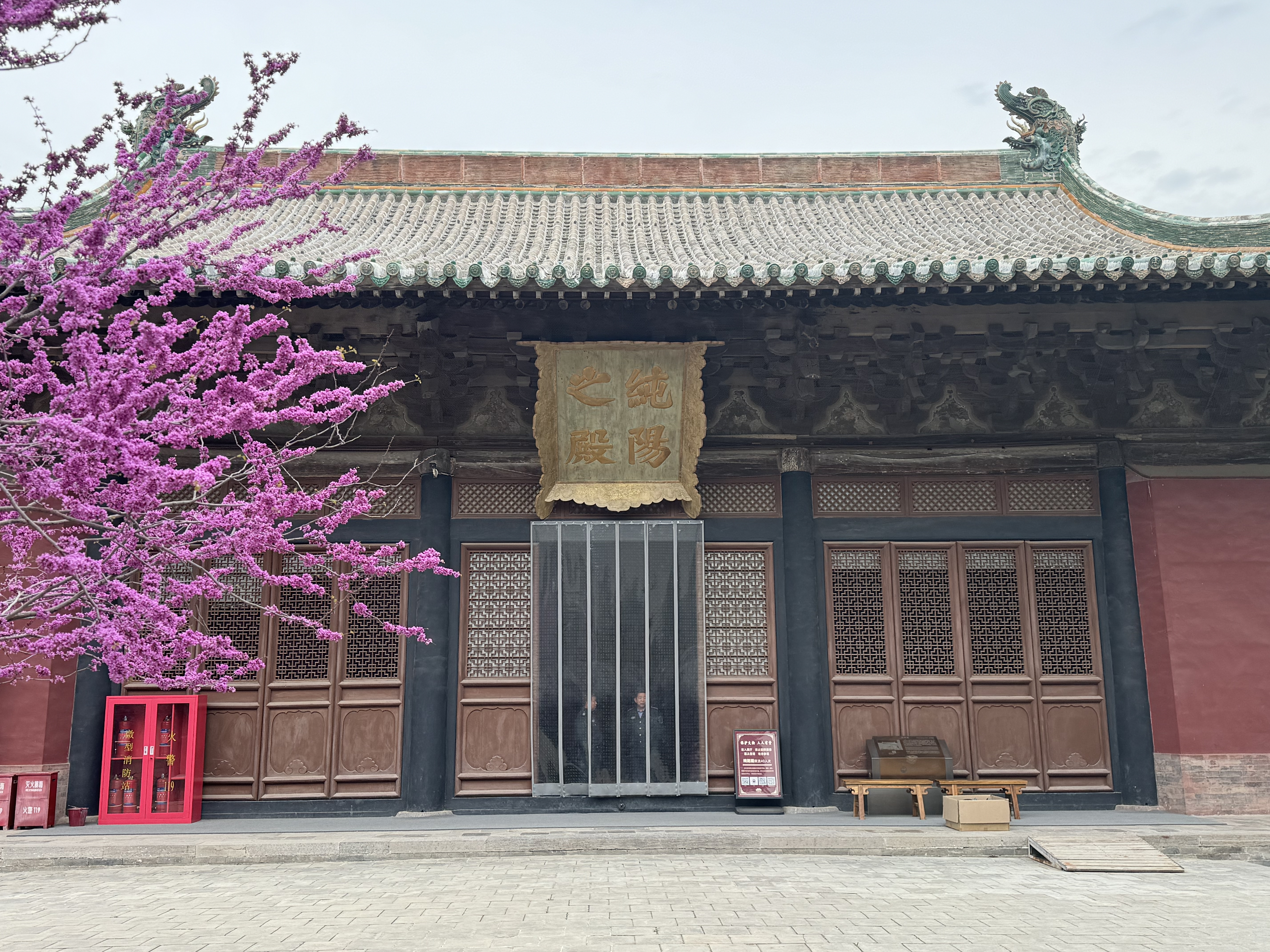
重阳之殿侧照

- 吕公祠

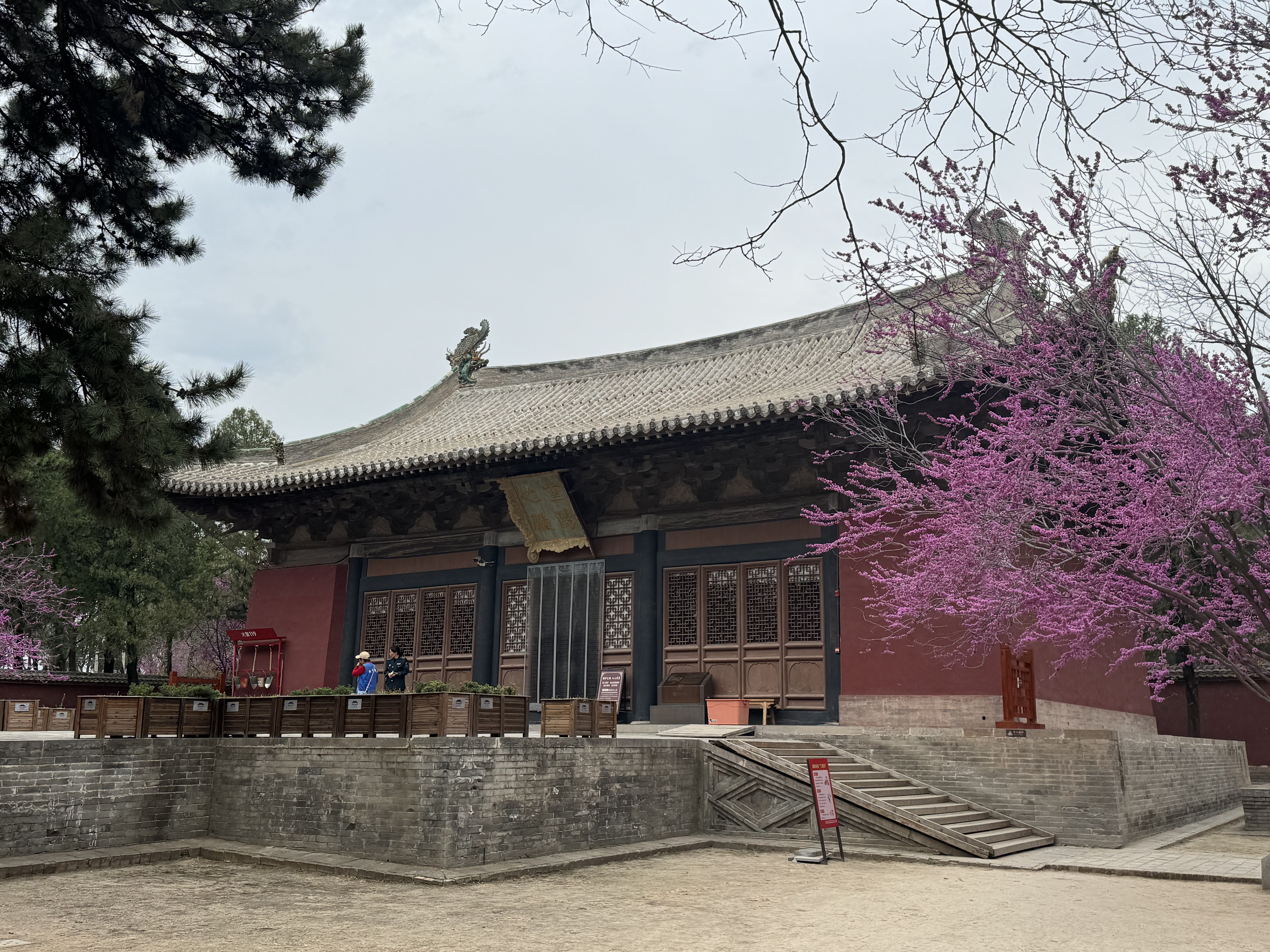
重阳之殿侧照

为吕洞宾出生及成长的宅院，吕洞宾仙逝以后，乡人慕其德，纷纷前往上奉祭祀，后受到朝廷的重视而改为祠。曾于金末被焚烧，于嘉庆年间重修，1959年随大宫搬迁至此。

## 壁画
永乐宫以其壁画艺术而扬名四海，现存壁画面积1005.68平方米，为世界现存的古代壁画艺术宝库之一，素有“东方艺术画廊”之誉。壁画主要分布在龙虎殿、三清殿、纯阳殿、重阳殿四座大殿中，其中尤以主殿三清殿内的《朝元图》壁画为精。
- 《朝元图》

位于主殿三清殿内，总面积429.56平方米，完成于元泰定二年（1325年），是现存规模最大、题材最丰富的元代壁画。壁画由290位道教神祇组成，身高均在两米以上，绘有六帝二后、三十二天帝君、玄元十子、历代传经法师、北斗诸星、五星四曜等神仙，表现的是道教诸神朝拜元始天尊的场景。全画由朱好古画坊绘制，继承了唐代画家吴道子的风格。
- 《纯阳帝君神游显化之图》

位于纯阳殿内，由52幅画组成，总面积212.62平方米，以连环画的形式描述了道教祖师吕洞宾神游显化的传奇一生。壁画由朱好古弟子所绘，完成于元至正十八年（1358年）。

## 衍生
在游戏《黑神话悟空》中，永乐宫丰富的壁画元素被其多处借鉴。

## 图库

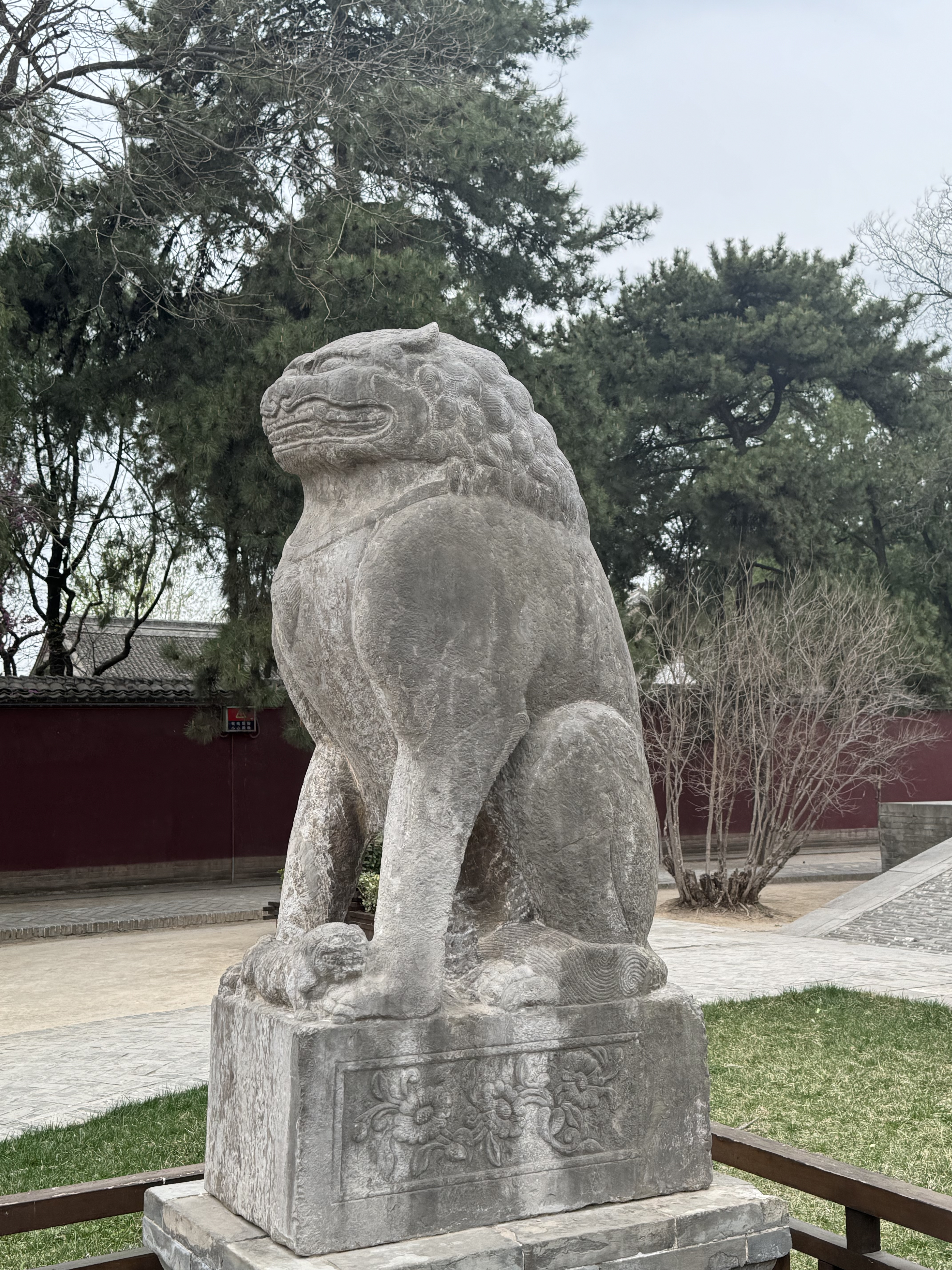
无极殿月台旁石狮子
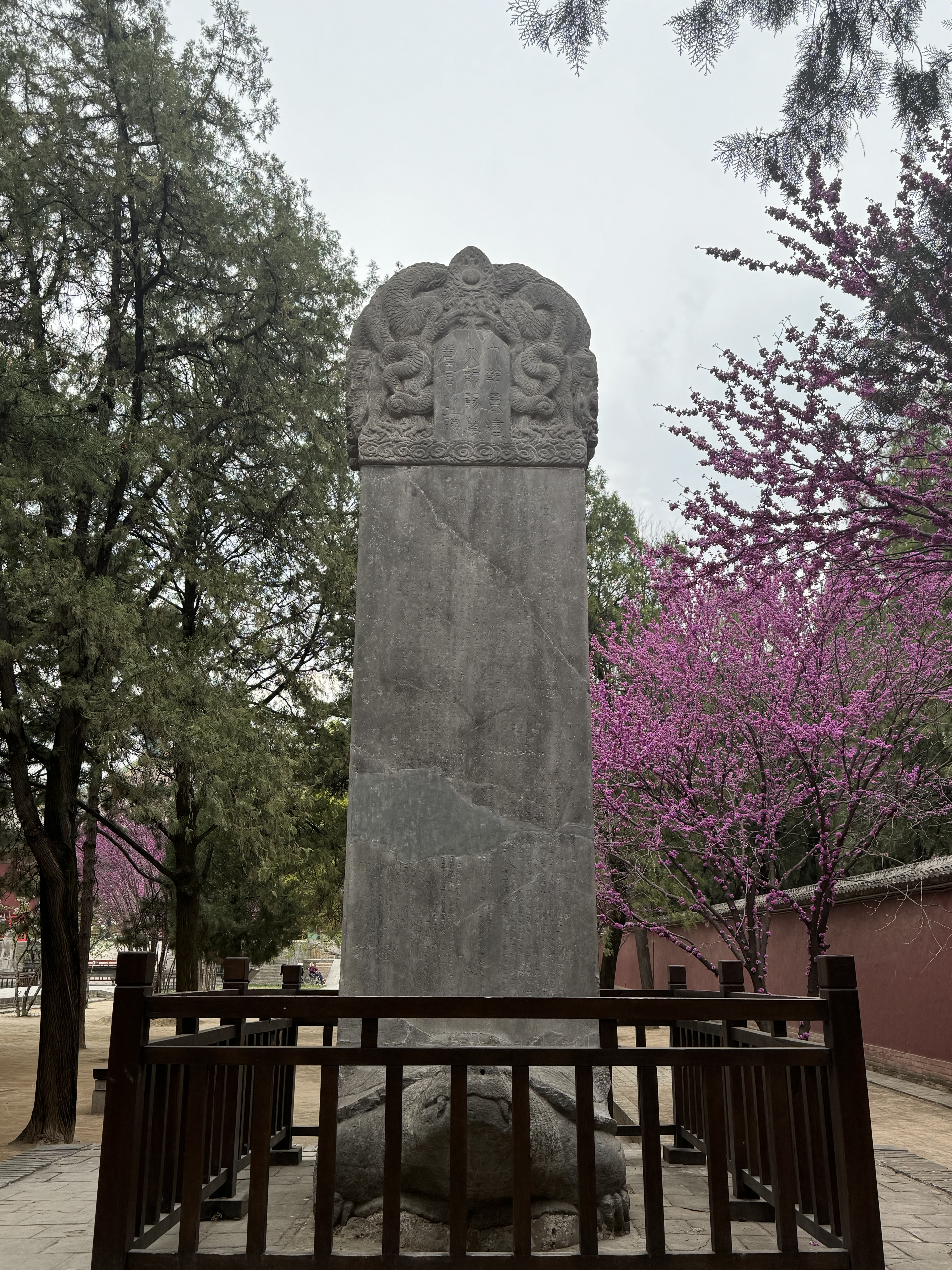
大朝重建大纯阳万寿宫之碑
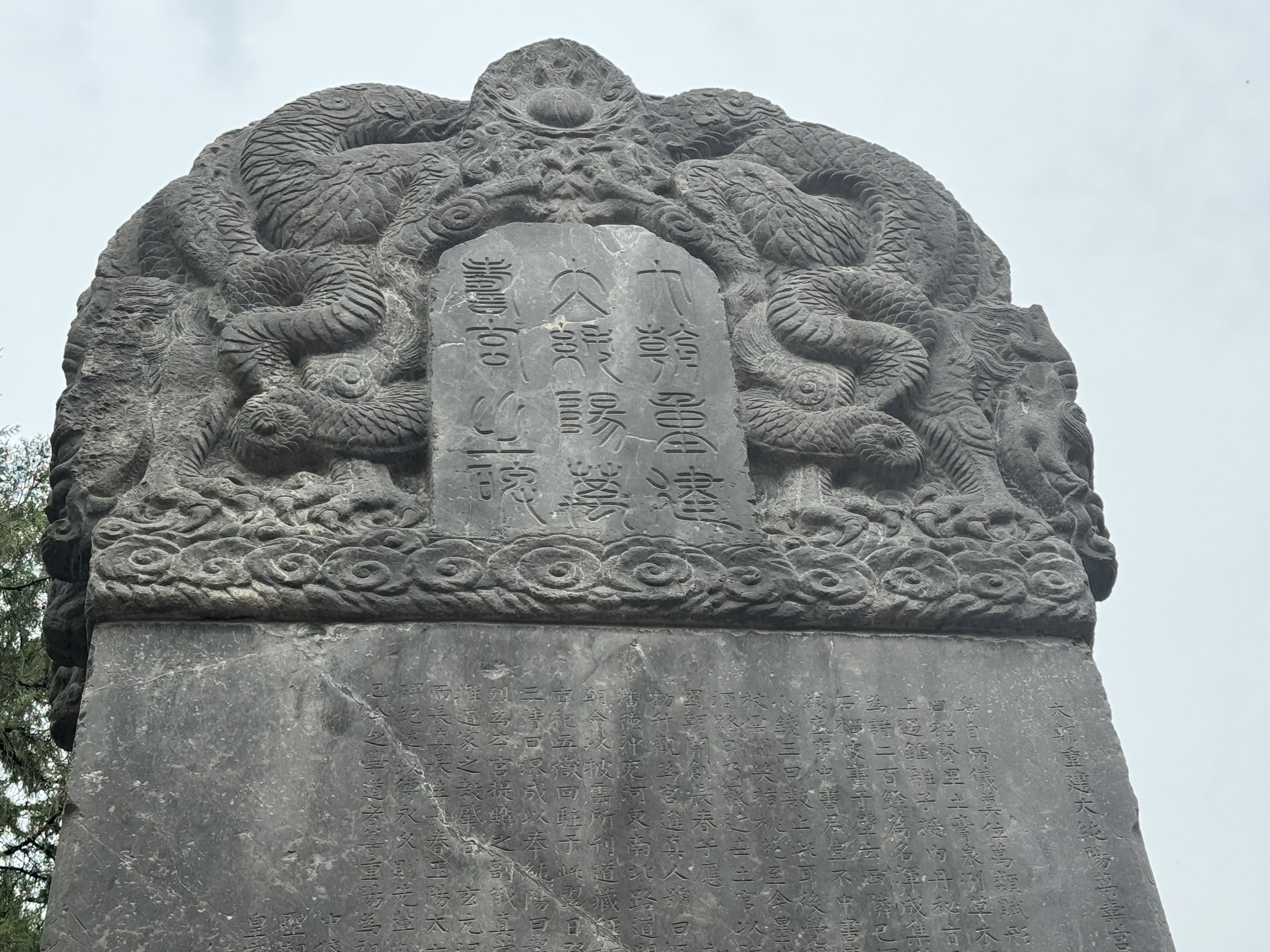
大朝重建大纯阳万寿宫之碑碑首
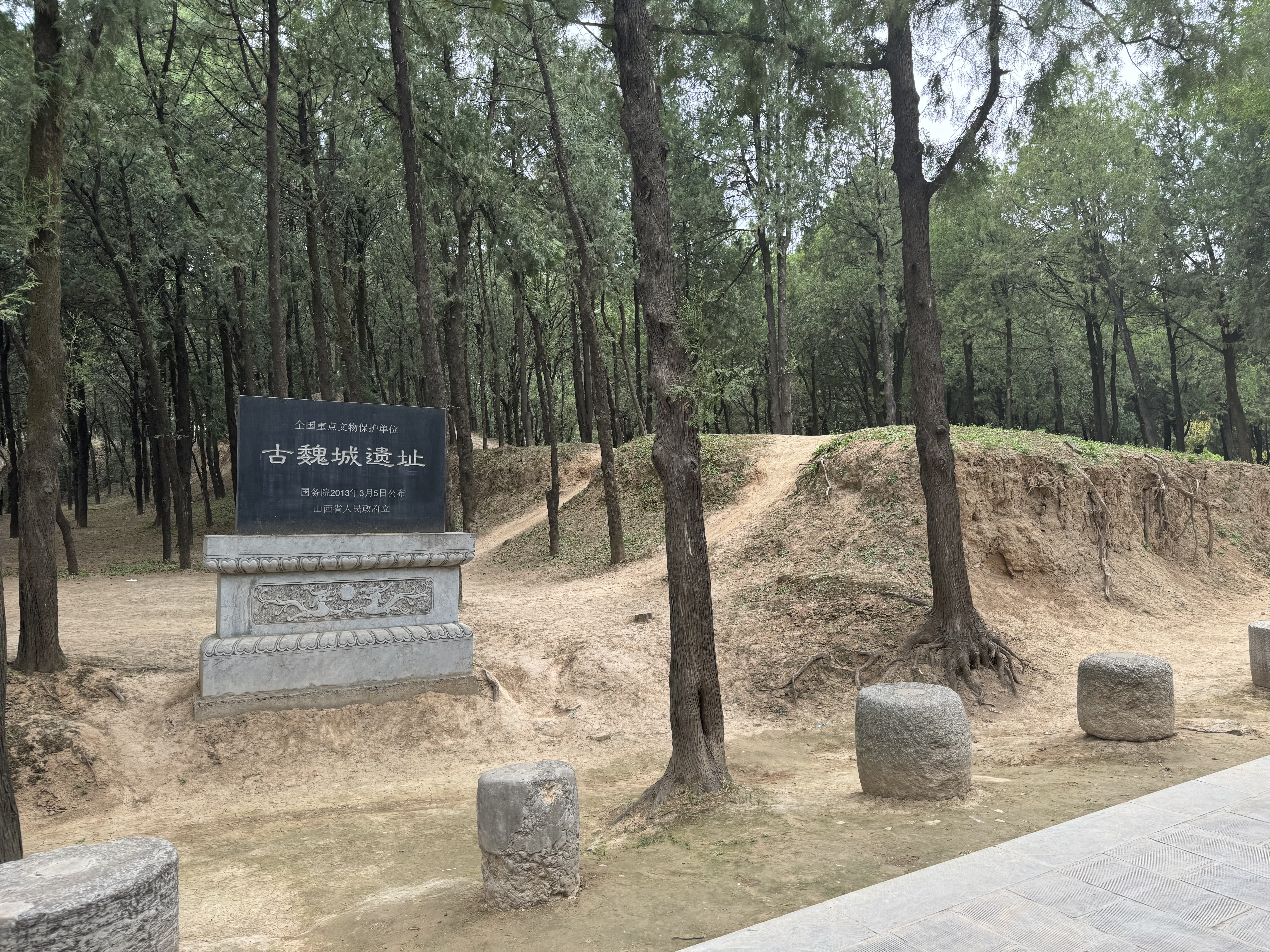
古魏城遗址
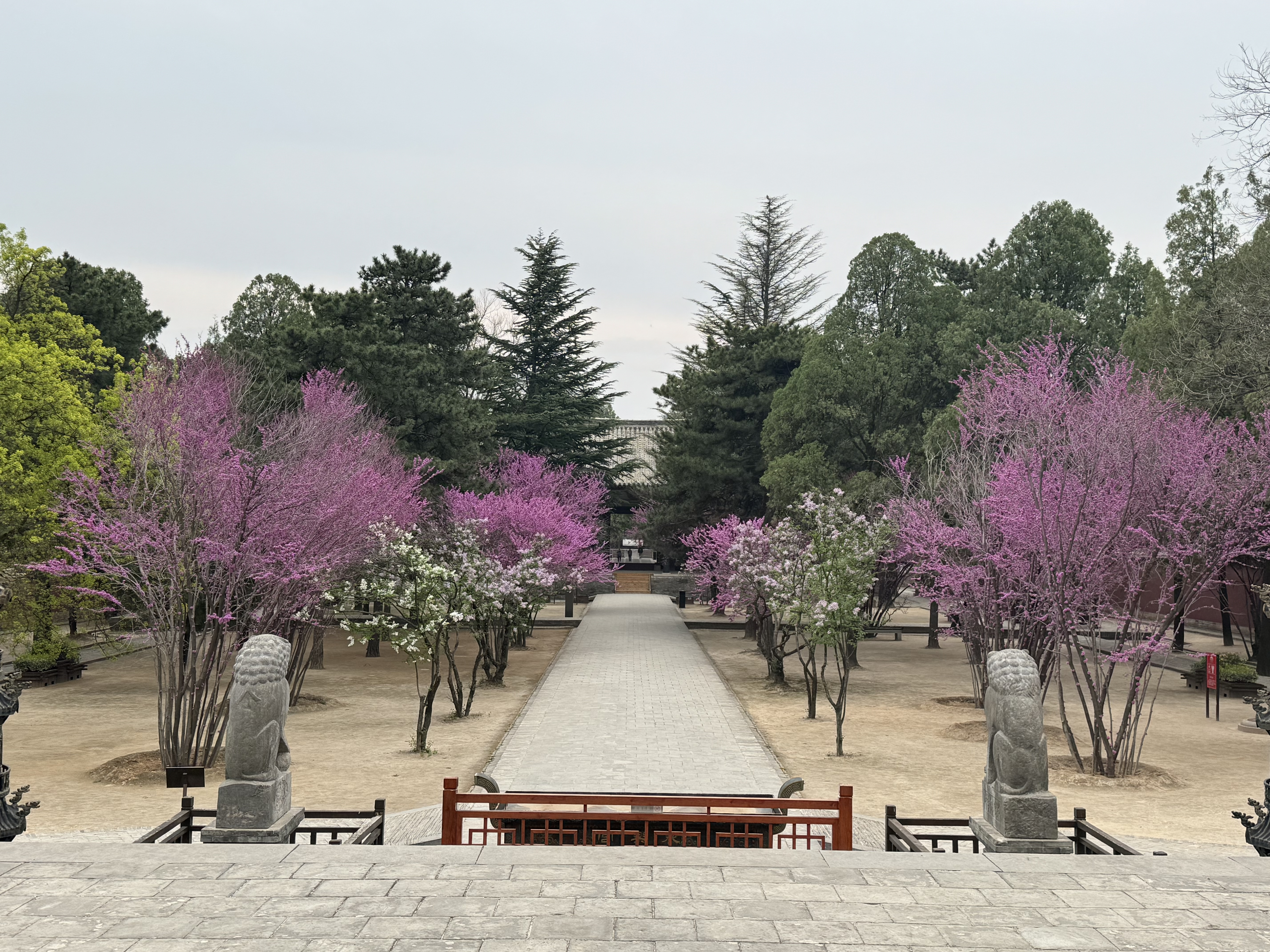
从无极殿月台望向山门
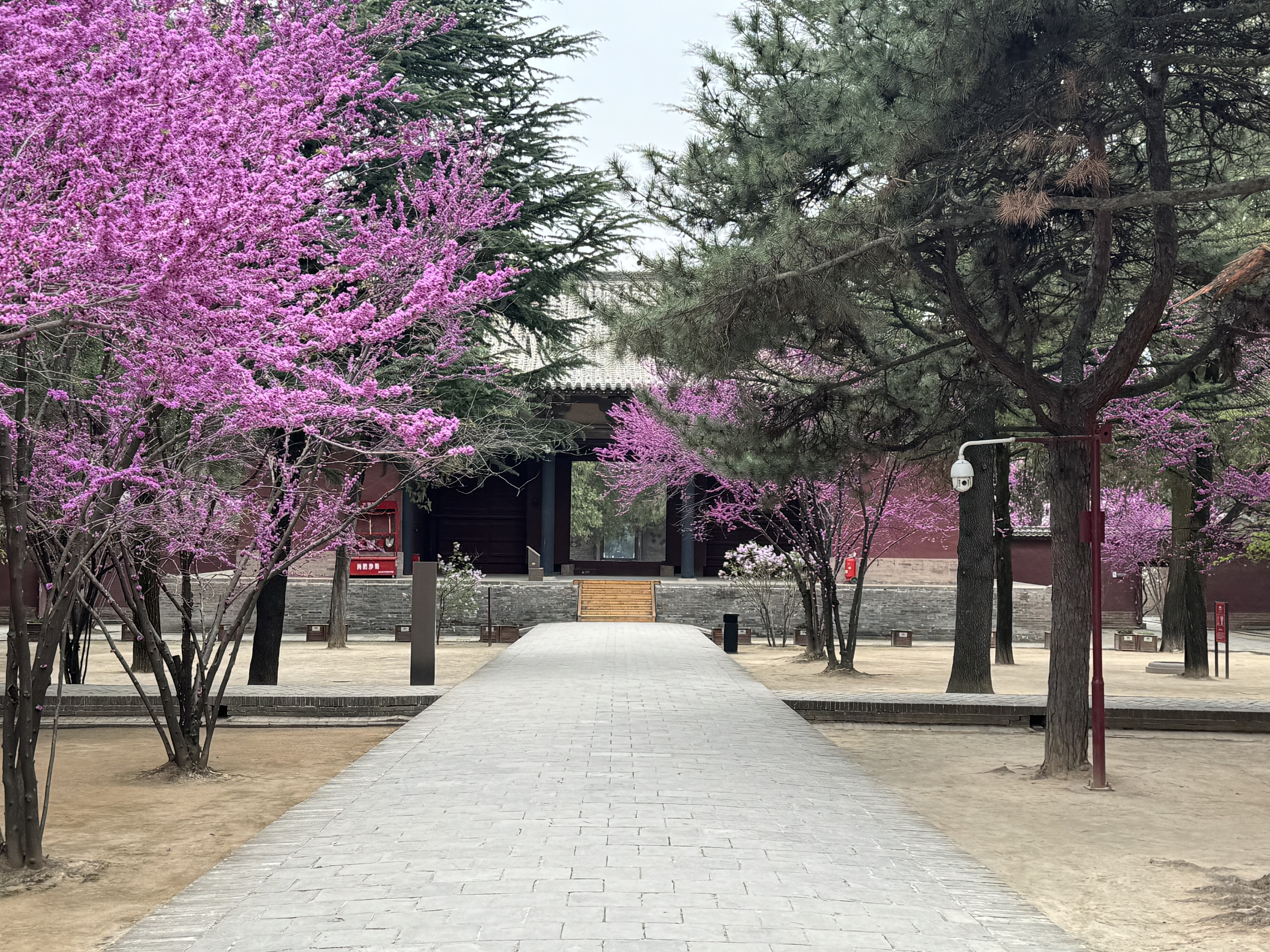
紫荆花开
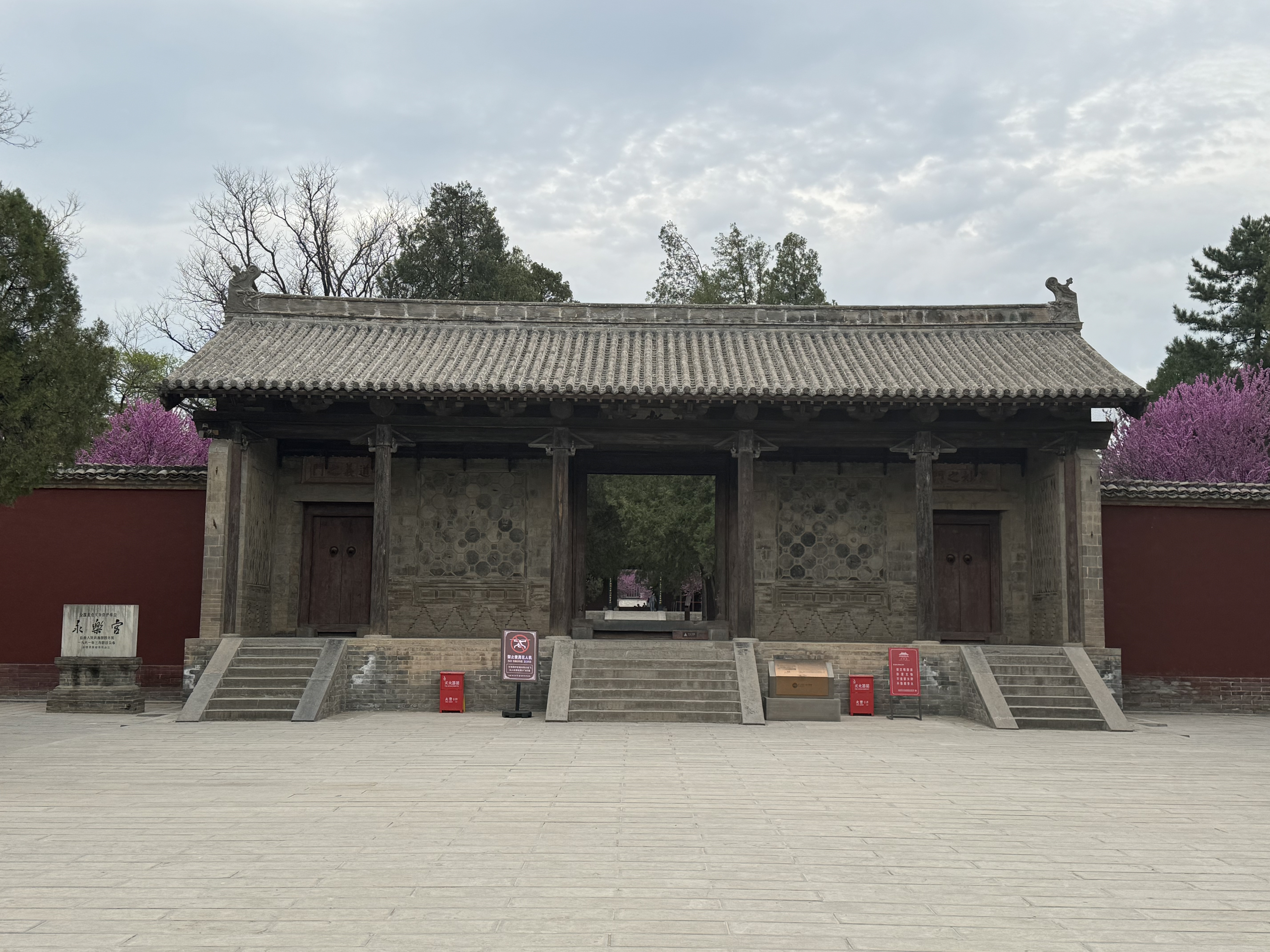
清代后建山门
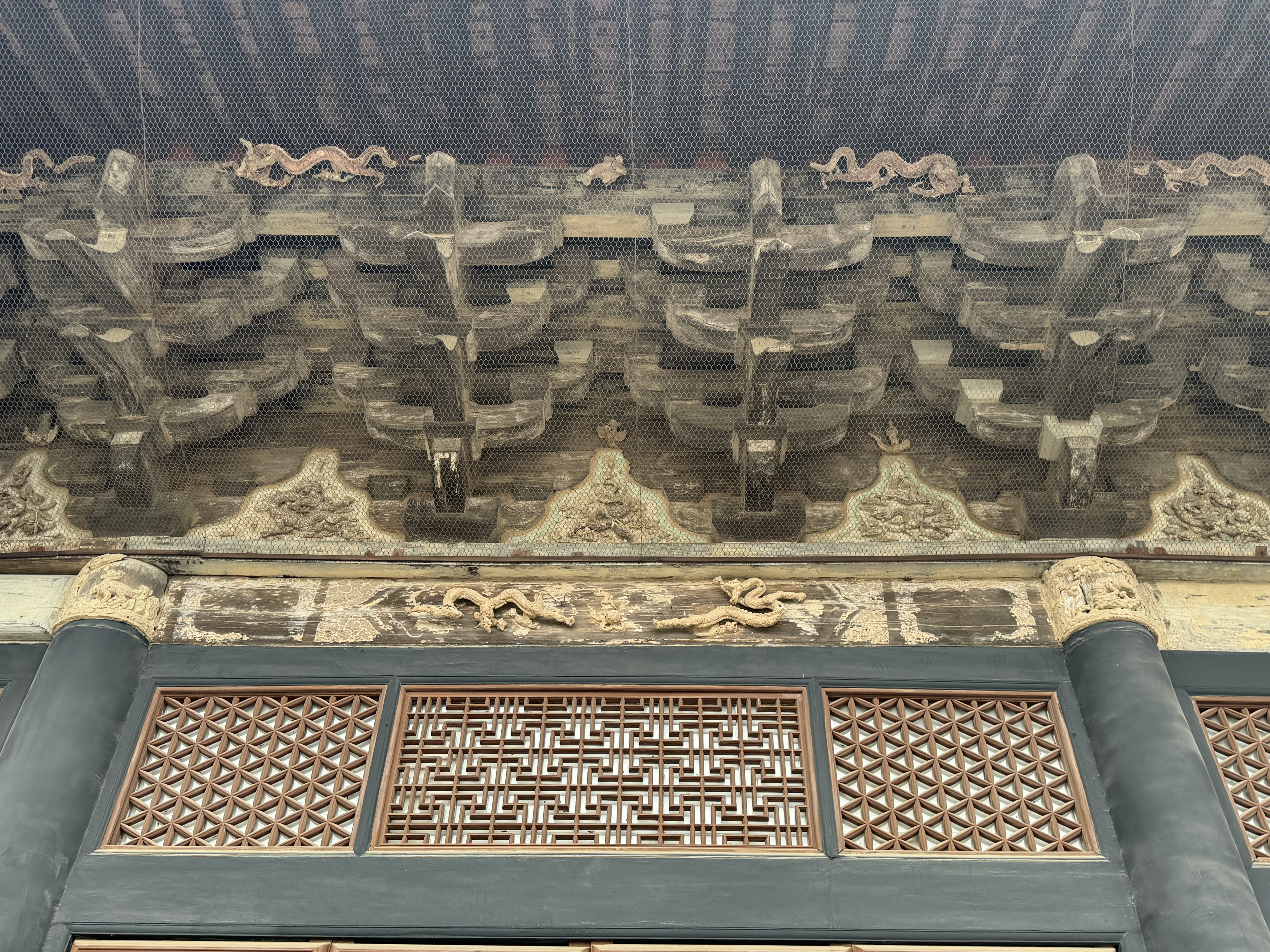
拱眼壁浮雕龙
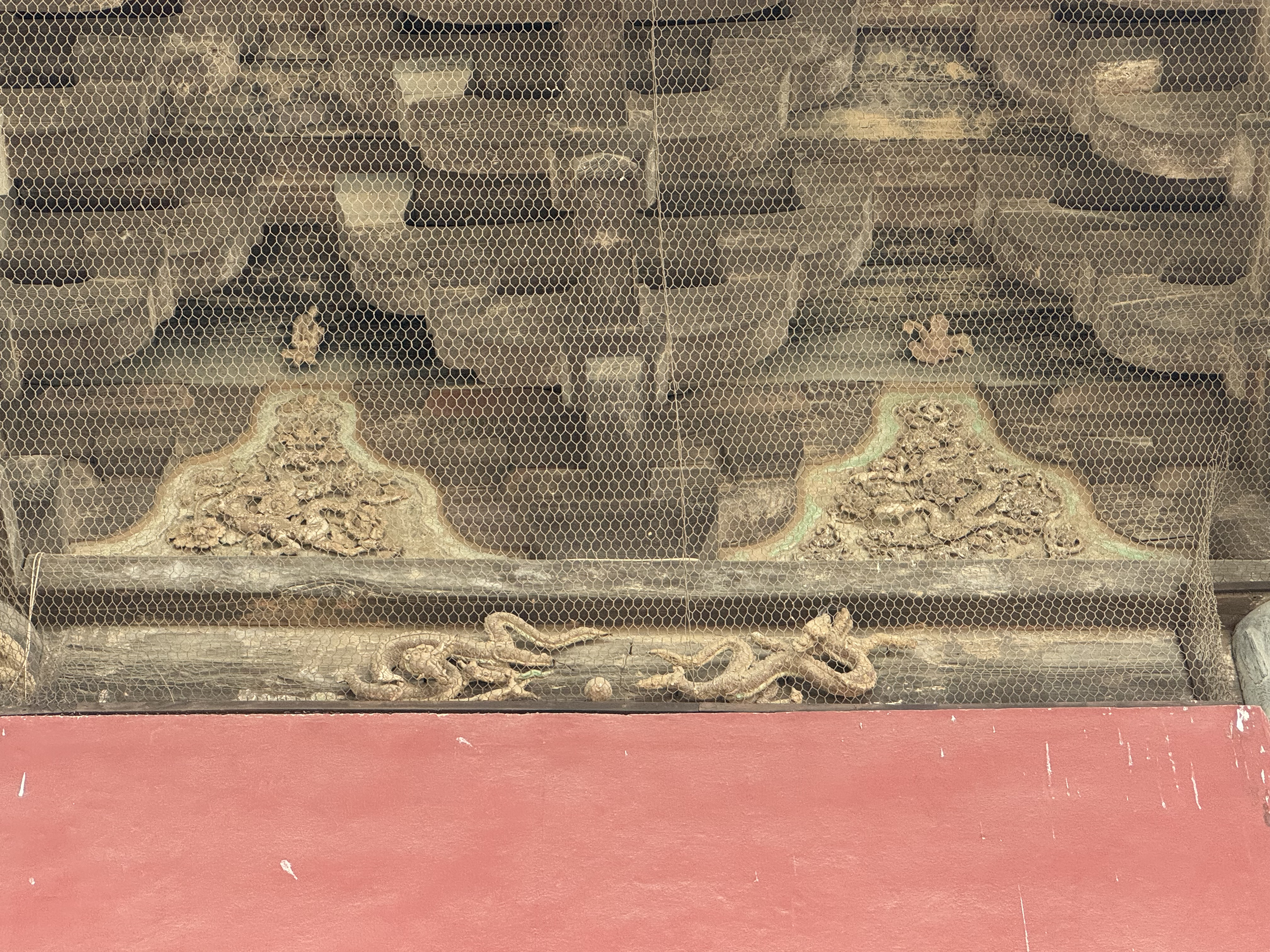
拱眼壁浮雕龙